# Leptobrama
Leptobrama ist eine aus zwei Arten bestehende Fischgattung, der an den Küsten des nördlichen Australien von Queensland bis Western Australia und in Flüssen im südlichen Neuguinea vorkommt.

## Merkmale
Leptobrama-Arten sind silbrig und haben einen langgestreckten, seitlich stark abgeflachten Körper mit gebogener Rücken- und Bauchlinie. Die maximale Körperhöhe liegt am Beginn der Afterflosse. Die Schuppen sind klein und haften fest. Die Kopflänge liegt bei 21,7 bis 25,8 % der SL, die Schnauze, bei Fischen der Bereich zwischen Maulspitze und dem Vorderrand der Augen, hat eine Länge von 16,9 bis 24,5 % der Kopflänge. Das Maul reicht bis weit hinter die großen Augen, die ein Fettlid haben. Eine Pseudobranchie ist vorhanden. Beide Kiefer sind mit scharfen, kleinen, konisch geformten Zähnen besetzt. Die Zähne der innersten Zahnreihe sind am größten, die im Unterkiefer etwas größer als die Zähne im Oberkiefer. An der Spitze beider Kiefer gibt es je einen kleinen, zahnlosen Bereich. Auch Bereiche auf Gaumen (Palatinum u. Vomer), Zunge und auf einigen Elementen der Kiemenbögen sind mit konischen Zähnen besetzt. Die vorderen Nasenöffnungen sind etwas kleiner als die hinteren. Der Vorkiemendeckel ist gesägt, der Kiemendeckel hat keine Stacheln. Die Rückenflosse ist kurz, setzt hinter der Körpermitte an und wird von vier eng zusammen stehende Flossenstacheln und 16 bis 18 Weichstrahlen gestützt. Die Afterflosse ist lang und hat drei Flossenstacheln und 26 bis 30 Weichstrahlen. Das Seitenlinienorgan zieht sich in einem Bogen oberhalb der Brustflossen. Es hat lange und schmale Poren. Entlang des Seitenlinienorgans zählt man 75 bis 77 Schuppen. Unterhalb der Seitenlinie haben die Leptobrama-Arten 13 bis 18 Schuppenreihen. Leptobrama-Arten besitzen 6 bis 18 meist kurze, stab- oder spatelförmige Kiemenrechen. Die Spitzen der Brustflossen reichen bis zu den Spitzen der angelegten Bauchflossen oder etwas darüber hinaus.

## Systematik
Die Gattung Leptobrama wurde 1887 mit der Erstbeschreibung von Leptobrama muelleri durch den österreichischen Zoologen Franz Steindachner eingeführt. Zwei weitere, unter dem Gattungsnamen Neopempheris beschriebene Fischarten wurden später mit Leptobrama muelleri synonymisiert. Über mehr als 100 Jahre blieb die Gattung monotypisch, bis zwei Ichthyologen drei Fische auf dem Fischmarkt von Ambon aufflielen, die Leptobrama muelleri zwar ähnlich sahen aber auch deutliche Unterschiede aufwiesen. Zusammen mit einem Kollegen revalidierten sie daraufhin die vorher als Neopempheris pectoralis beschrieben Fischart als Leptobrama pectoralis. Leptobrama ist die einzige Gattung der Familie Leptobramidae. In der Vergangenheit wurde die Gattung auch den Pempheridae zugeordnet. Innerhalb der Gruppe der Barschverwandten (Percomorphaceae) werden die Leptobramidae zu den Carangiformes gezählt, zu denen auch die Stachelmakrelen (Carangidae), die Schwertfischartigen (Xiphioidea) und die Plattfische (Pleuronectoideo) gehören.

## Arten
- Strandlachs (Leptobrama muelleri Steindachner, 1878)
- Leptobrama pectoralis (Ramsay & Ogilby, 1887)

## Belege
1. 1 2  Seishi Kimura, Teguh Peristiwady & Ronald Fricke. (2016): Taxonomic review of the genus Leptobrama Steindachner 1878 (Perciformes: Leptobramidae), with the resurrection of Leptobrama pectoralis (Ramsay and Ogilby 1887). Ichthyological Research, 9. Februar 2016.
2. ↑  Joseph S. Nelson: Fishes of the World. Wiley, New York 2006, ISBN 0-471-25031-7.
3. ↑  Yoshiaki Tominaga. (1965). The internal morphology and systematic position of Leptobrama mulleri, formerly included in the family Pempheridae. Japanese Journal if Ichthyology, Vol XII, nos. 3/6. Februar 165.
4. ↑  Ricardo Betancur-R, Edward O. Wiley, Gloria Arratia, Arturo Acero, Nicolas Bailly, Masaki Miya, Guillaume Lecointre und Guillermo Ortí: Phylogenetic classification of bony fishes (Memento des Originals vom 8. November 2020 im Internet Archive)  Info: Der Archivlink wurde automatisch eingesetzt und noch nicht geprüft. Bitte prüfe Original- und Archivlink gemäß Anleitung und entferne dann diesen Hinweis.. BMC Evolutionary Biology, BMC series – Juli 2017, DOI: 10.1186/s12862-017-0958-3.